# Le neveu de Rameau

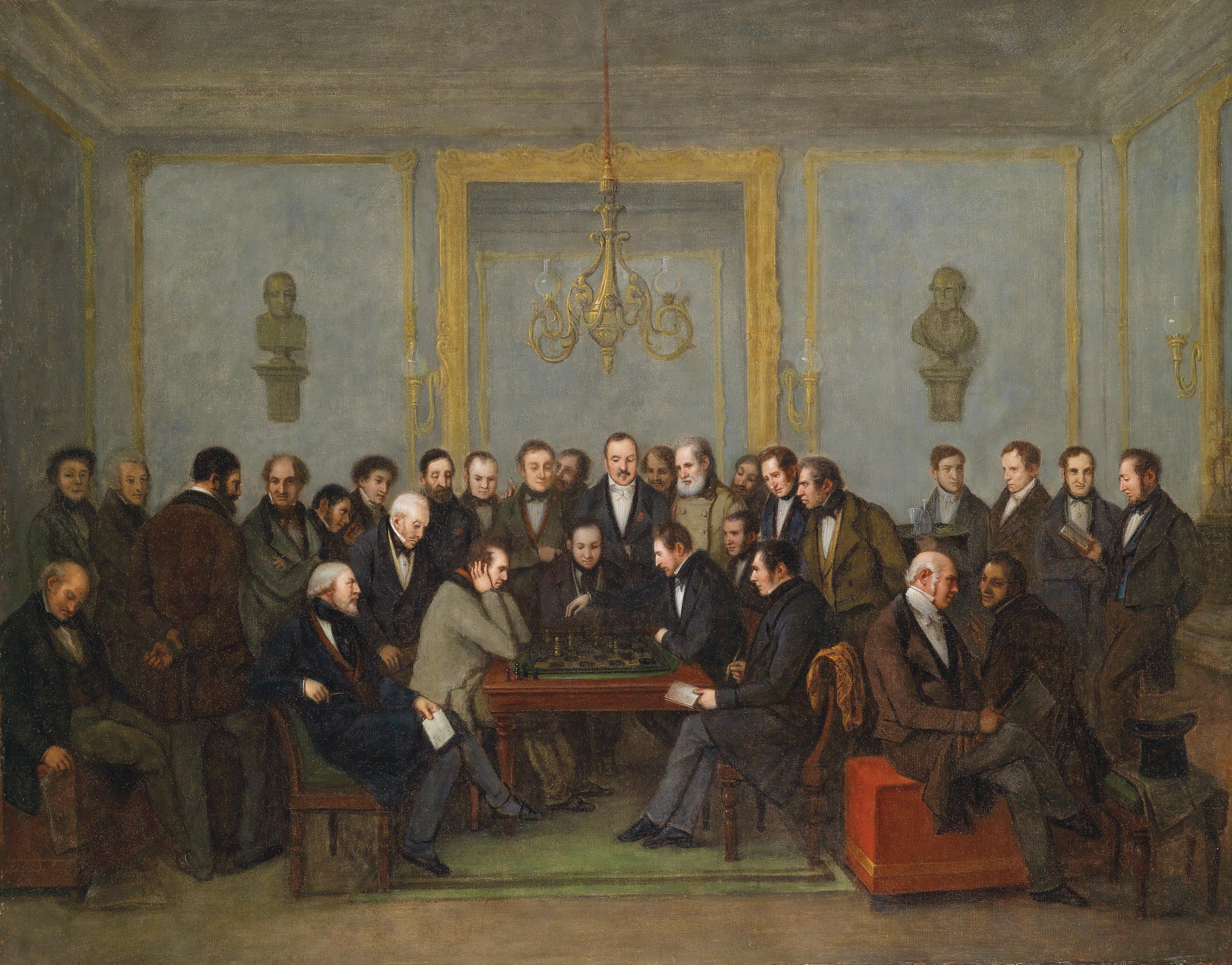
Interieur van het Café de la Régence in 1843, vastgelegd in De schaakpartij van Jean-Henri Marlet.

Le neveu de Rameau (Nederlands: De neef van Rameau) is een satirische dialoog van de Franse filosoof Denis Diderot, geschreven in de jaren 1761-1774. In het werk, dat slechts postuum verscheen, houdt zijn alter ego ("Moi") een filosofische conversatie met Jean-François Rameau ("Lui"), de cynische neef van de componist Jean-Philippe Rameau.

## Totstandkoming
Dankzij de vele autobiografische en historische gegevens in het boek valt een chronologie te reconstrueren, die evenwel niet vrij is van contradicties. Het temporele zwaartepunt ligt in de jaren 1761-1762, maar er zijn ook zaken toegevoegd die pas in 1773-1774 plaatsvonden. Op basis daarvan is een vroege redactie gevolgd door een latere herziening verdedigd, maar evengoed is betoogd dat er in de vroege jaren 1760 hoogstens een schets was en dat het eigenlijke schrijfproces gebeurd is in de jaren 1770. Het opschrift Satire 2de (Tweede satire) herinnert eraan dat Diderot ook een Eerste satire schreef, die veel minder is geprezen. Zoals veel van zijn beste werk hield hij Le neveu de Rameau ongepubliceerd, zodat hij zijn creatie vrij van elke druk vorm kon geven.

## Historische achtergrond
In het werk zindert de Buffonistenstrijd van 1752-1754 nog na. Diderot en de andere filosofen waren toen aangevallen omdat ze de Italiaanse muziek boven de Franse prezen. Enkele jaren later werd het cabale des antiphilosophes gelanceerd door eerste minister Choiseul, daarin vooral gesteund door Fréron en Palissot. Alle auteurs van de Encyclopédie werden geviseerd als partijdige en intolerante sofisten, maar Diderot in het bijzonder was kop van jut. Hij besloot niet terug te slaan, omdat het hem toch maar in de gevangenis kon brengen, maar Le neveu de Rameau laat zich ten dele lezen als een polemisch antwoord. Rameau zelf was een reëel bestaande figuur die leefde van 1716 tot 1777, maar zijn excentrieke persona wordt enkel als vertrekpunt genomen: net als de verteller niet volledig samenvalt met Diderot, is ook Rameau goeddeels gefictionaliseerd.

## Inhoud
Op een bank in het Palais-Royal wordt Diderot aangesproken door Rameau, een werkschuwe bohémien die uitlegt hoe hij bij rijken konkelt en vleit om zijn maag te vullen. Ze zetten hun gesprek voort tussen de schakers in het Café de la Régence. Tal van contemporaine figuren passeren de revue, al dan niet het doelwit van subtiele of minder subtiele sneren. Als vanzelfsprekend verdedigt Diderot de waarde van kennis, wetenschap en opvoeding, maar voor Rameau zijn dit ijdele ideeën die het niet halen bij spijs, drank, vrouwen en comfort. Daar ligt het geluk en het egoïsme in de maatschappij toont dat iedereen daarnaar handelt. Hij toont zich bedreven in pantomime en een fijn kenner van muziek, doch ongevoelig voor moraal. De verteller komt tot de realisatie dat niet zozeer Rameaus fixatie op geld en macht hem onderscheidt van andere mensen, als wel de afwezigheid van hypocrisie: ronduit consequent bekent en verdedigt hij zijn verdorvenheid.

## Interpretaties
Van in het begin toont Rameau zich in de ogen van de filosoof een onbetrouwbaar personage dat waarheden uitspreekt op de manier van de nar, maar ze tegelijk verdrinkt in een poel van dwaasheid. Hij provoceert en ironiseert. Nog verontrustender voor de lezer is dat waarden en begrippen in zijn mond een averechtse betekenis krijgen en zo van hun inhoud worden ontdaan, in een levenshouding die neigt naar het nihilisme. Het tegengas van de filosoof is niet echt overtuigend, wat de verwarring bij de lezer alleen maar vergroot. Het twistgesprek is opgevat als een weergave van de innerlijke tweestrijd van Diderot, waarbij de filosoof stond voor zijn moraal en Rameau voor zijn illusieloze determinisme en materialisme. Doorheen zijn personage Rameau zou de schrijver ook de idealen van de Verlichting in vraag stellen en haar limieten verkennen.
Trilling zag in de neef niet iemand die vanuit impulsen uit het onderbewustzijn de maatschappij aanvalt, maar iemand die zich doelbewust inspant om zich te conformeren in de hoop te profiteren. In deze onoprechte samenleving kent hij echter geen succes, omdat hij verstrikt raakt in zijn eigen contradicties en voortdurend degenen die hem vooruit zouden kunnen helpen krenkt.
Op literair vlak is het werk een satire in de oorspronkelijke betekenis, een bonte mengeling van tegenstrijdige elementen die zich niet tot één genre laat bepalen. Het is een filosofische dialoog die niet naar een waarheid toewerkt, een roman zonder plot, een ongeregisseerd toneelstuk, een polemiek.

## Publicatiehistoriek
Hoewel de vrienden van Diderot Le neveu de Rameau kenden uit voorleessessies en circulerende handschriften, bracht de filosoof het werk niet bij leven in druk. Het verhuisde naar zijn bibliotheek bij tsarin Catharina de Grote en dreigde compleet in de vergetelheid te raken, tot Goethe in 1805 een Duitse vertaling maakte. Het manuscript was bij hem beland via Schiller, die het zelf had dankzij een Rus. Goethes tekst werd in het Frans terugvertaald door Joseph-Henri de Saur en Léonce de Saint-Geniès in 1821. Twee jaar later zag dan eindelijk een druk naar een Frans origineel het licht, verstrekt door Diderots dochter Angélique Vandeul, die echter allesbehalve tevreden was met enkele editoriale ingrepen van uitgever Brière. In 1890 kwam vervolgens een autograaf manuscript boven water, met het opschrift Satire 2de. Dit exemplaar, ontdekt door Georges Monval in een partij documenten gekocht bij een bouquiniste in Parijs, fungeert sindsdien als basis voor edities. Het is in het bezit van de Pierpont Morgan Library.

## Nachleben
Na de herontdekking groeide Le neveu de Rameau uit tot een van de invloedrijkste werken van Diderot. Hegel gebruikte het in zijn Phänomenologie des Geistes uit 1806 als voorbeeld van nobel versus verscheurd bewustzijn. Balzac inspireerde zich er in 1837 op voor La Maison Nucingen, waarin de held een fraudeur is die maatschappelijk aanzien geniet en besproken wordt tijdens een conversatie in een restaurant. Karl Marx stuurde in 1869 een exemplaar van wat hij een meesterwerk noemde naar Friedrich Engels, die er in 1877 uit citeerde in zijn Anti-Dürhing. De Rameau werd een belangrijke tekst in het marxisme, zij het in een andere dan de hegeliaanse interpretatie. Volgens Sigmund Freud toonde een zinnetje uit de Rameau aan dat Diderot de dubbele misdadige drang in het Oedipuscomplex had herkend. Voor Michel Foucault in Histoire de la folie à l'âge classique (1961) was Rameau een anticartesiaanse nar die de ontsporing van de moderne rede aantoonde. Thomas Bernhard verplaatste de actie naar Wenen in Wittgensteins Neffe (1982).

## Uitgaven
- Rameaus Neffe. Ein Dialog von Diderot. Aus dem Manuskript übersetzt u. mit Anmerkungen begleitet von Goethe, Leipzig, Göschen, 1805 (online)
- Le Neveu de Rameau. Dialogue. Ouvrage posthume et inédit par Diderot, Paris, Delaunay, 1821
- Diderot, Le neveu de Rameau: satyre. Publiée pour la première fois sur le manuscrit original autographe, Parijs, Plon, 1891

## Nederlandse vertalingen
- De neef van Rameau, vert. C.N. Lijsen, 1959, 128 p. (herdrukt tot 1989)
- De neef van Rameau, vert. Ger Thijs, 1977, 48 p. (toneelbewerking)
- De neef van Rameau, vert. Hannie Vermeer-Pardoen, 2020. ISBN 9789086842179

## Voetnoten
1. ↑  C.J. Greshoff, De actualiteit van ‘Le neveu de Rameau’, in: De Gids, 1960, p. 79-94. Gearchiveerd op 28 februari 2021.
2. ↑  Daniel Mornet, La véritable signification du Neveu de Rameau, in: Revue des Deux Mondes, 15 augustus 1927, p. 881-908. Gearchiveerd op 3 februari 2021.
3. ↑  Lionel Trilling, Sincerity and Authenticity, 2009, p. 27-33
4. ↑  Sigmund Freud, Vorlesungen zur Einführung in die Psychoanalyse, 2018, p. 338 (naar de editie van 1917). Gearchiveerd op 8 september 2023.

- Bibliothèque nationale de France: cb11955963g (data)
- Catàleg d'autoritats de noms i títols de Catalunya: 981058615600906706
- Gemeinsame Normdatei: 4192982-2
- MusicBrainz work: 0c043796-64de-4213-b584-54a79848479d
- Système universitaire de documentation: 027541134
- Virtual International Authority File: 180583301